# Abella de la mel asiàtica gegant

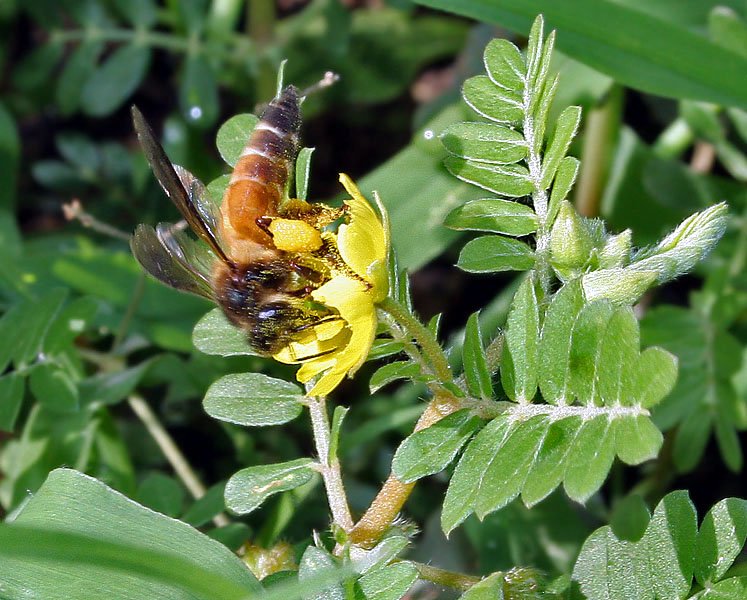
Apis dorsata sobre Tribulus terrestris

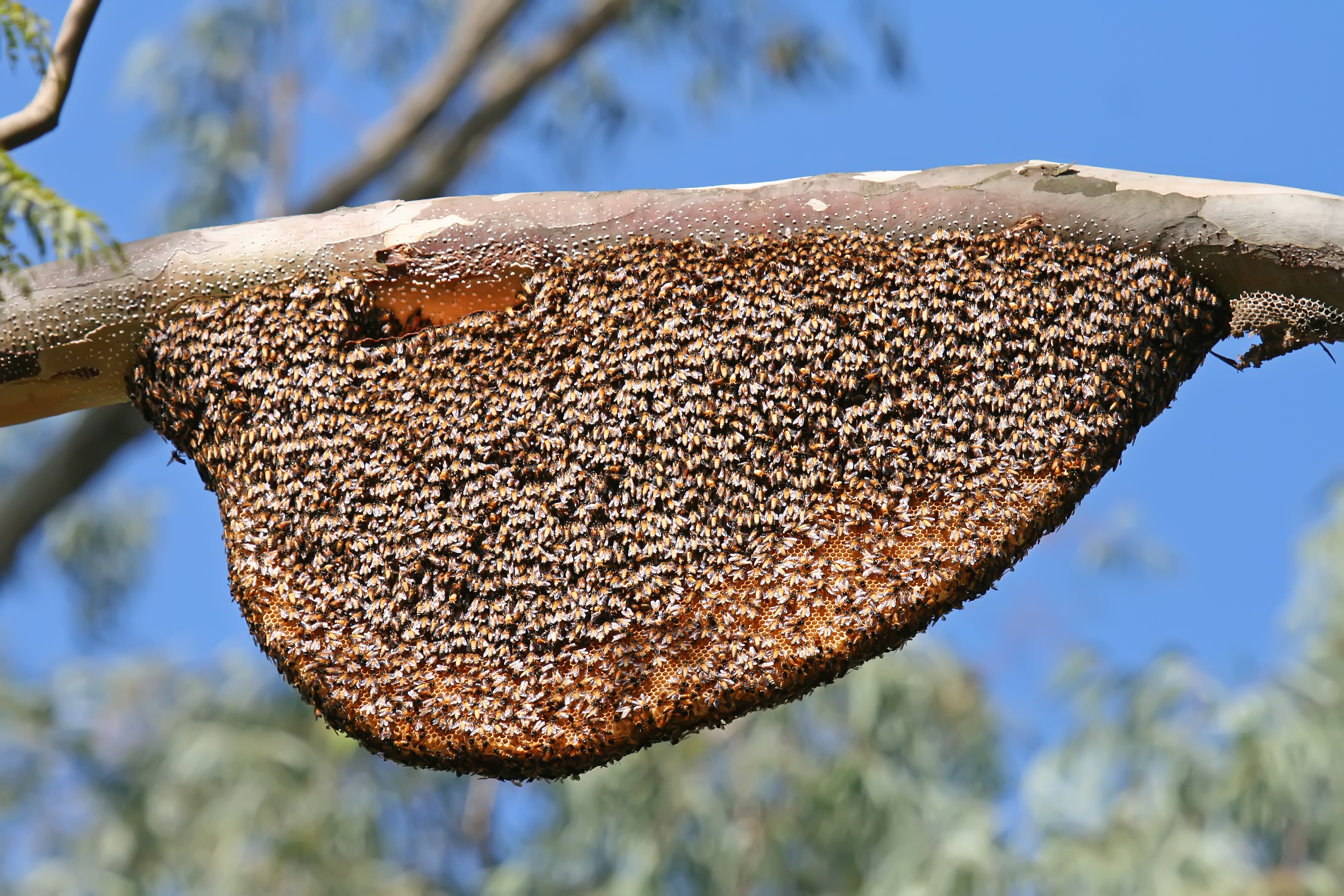
Un rusc natural dApis dorsata.

L'abella de la mel asiàtica gegant (Apis dorsata) és una espècie d'himenòpter apòcrit de la família dels àpids (Apidae) originària del sud i sud-est d'Àsia principalment en zones boscoses com el Terai de Nepal. La subespècie amb els individus més grossos és la dels penya-segats de l'Himalaia, Apis dorsata laboriosa, però les abelles obreres típiques d'altres subespècies d'Apis dorsata fan al voltant de 17-20 mm de llargada.

## Història natural
Fan els nius principalment en llocs exposats lluny del sòl, en branques d'arbres o en penya-segats i de vegades en edificis. Mai no s'ha domesticat Apis dorsata. Cada colònia consta d'una sola bresca vertical. Quan són molestades les abelles mostren com a defensa un comportament col·lectiu en forma d'onades sincronitzades (com es fa en els estadis esportius).
Són abelles tropicals i en la majoria de llocs són migradores i sembla que tornen als mateixos llocs any rere any.
Malgrat que són agressives els pobles indígenes n'aprofiten la mel i la cera, en una pràctica tradicional coneguda com cacera de la mel.

## Subespècies
Michael S. Engel va reconèixer les següents subespècies:
- Apis dorsata dorsata; principalment a l'Índia
- Apis dorsata binghami Cockerell; Malàisia i Indonèsia
- Apis dorsata breviligula Maa; Filipines
- Apis dorsata laboriosa Fabricius; Dels penya-segats d'Himàlaia, també a Myanmar, Laos, i sud de la Xina